# Jochen Greiner-Well
Jochen Greiner-Well (* 12. August 1956 in Gräfenthal; † 24. September 2013) war ein deutscher Politiker (SPD) und thüringischer Landtagsabgeordneter.

## Leben und Beruf
Greiner-Well war geschieden und hatte zwei Kinder. Von 1973 bis 1976 absolvierte er eine Berufsausbildung mit Abitur zum Elektronikfacharbeiter. Nach der Ableistung des Wehrdienstes arbeitete er von 1978 bis 1982 als Betriebs-, Mess-, Steuer und Regelungstechniker (BMSR-Techniker) im Glaswerk Ernstthal. Anschließend war er in einem Mikroelektronikwerk in Neuhaus am Rennweg tätig. Ab 1990 arbeitete er vier Jahre lang als zweiter Beigeordneter und Hauptamtsleiter in der Stadtverwaltung Lauscha.

## Politik
Im Jahr 1994 wurde Greiner-Well Mitglied des Zweiten Thüringer Landtags, aus dem er bereits am 31. Juli 1996 durch Verzicht des Mandats (§ 46 Abs. 1 Satz 1 Nr. 5 Thüringer Landeswahlgesetz) wieder ausschied. Er war Vorsitzender des SPD-Ortsvereins Lauscha und Beisitzer im Kreisvorstand der SPD im Landkreis Sonneberg. Außerdem war er Fraktionsvorsitzender der SPD-Stadtratsfraktion in Lauscha.